# Laoying
Laoying (kinesiska: 老营乡, 老营) är en socken i Kina. Den ligger i provinsen Sichuan, i den sydvästra delen av landet, omkring 160 kilometer väster om provinshuvudstaden Chengdu. Antalet invånare är 2 961. Befolkningen består av 1 446 kvinnor och 1 515 män. Barn under 15 år utgör 20,0 %, vuxna 15-64 år 73 %, och äldre över 65 år 6,0 %.
Genomsnittlig årsnederbörd är 1 253 millimeter. Den regnigaste månaden är juni, med i genomsnitt 227 mm nederbörd, och den torraste är januari, med 13 mm nederbörd.